# Italienische Regentschaft am Quarnero
Die Italienische Regentschaft am Quarnero (italienisch Reggenza Italiana del Carnaro) wurde am 8. September 1920 von Gabriele D’Annunzio in Fiume (heute Rijeka in Kroatien) ausgerufen. Die Kvarner-Bucht (italienisch: Golfo del Quarnero, auch Quarnaro, Carnaro; kroatisch: Kvarnerski zaljev), an der die Stadt liegt, gab dem Staatsgebilde ihren Namen. Die italienische Regentschaft am Quarnero blieb ohne internationale Anerkennung und wurde im Dezember 1920 durch den Freistaat Fiume ersetzt.

## Geschichte der Regentschaft
Die multiethnische, mehrheitlich von Italienern bevölkerte Hafenstadt Fiume an der Adriaküste gehörte bis zum Ersten Weltkrieg zu Österreich-Ungarn und hatte innerhalb der Habsburgermonarchie einen Sonderstatus (Corpus separatum). Nach der Niederlage der Doppelmonarchie und ihrem Zerfall einigten sich im August 1919 die Premierminister Frankreichs und Großbritanniens, Georges Clemenceau und Lloyd George, mit dem italienischen Außenminister Tommaso Tittoni darauf, Fiume als Freie Stadt unter Aufsicht des Völkerbundes zu stellen. Sie warteten nur noch auf die Zustimmung des US-Präsidenten Woodrow Wilson. Der Friedensvertrag von Saint Germain, der am 10. September 1919 zwischen den Siegermächten und Österreich unterzeichnet wurde, traf keine Regelung über die Fiume-Frage. 

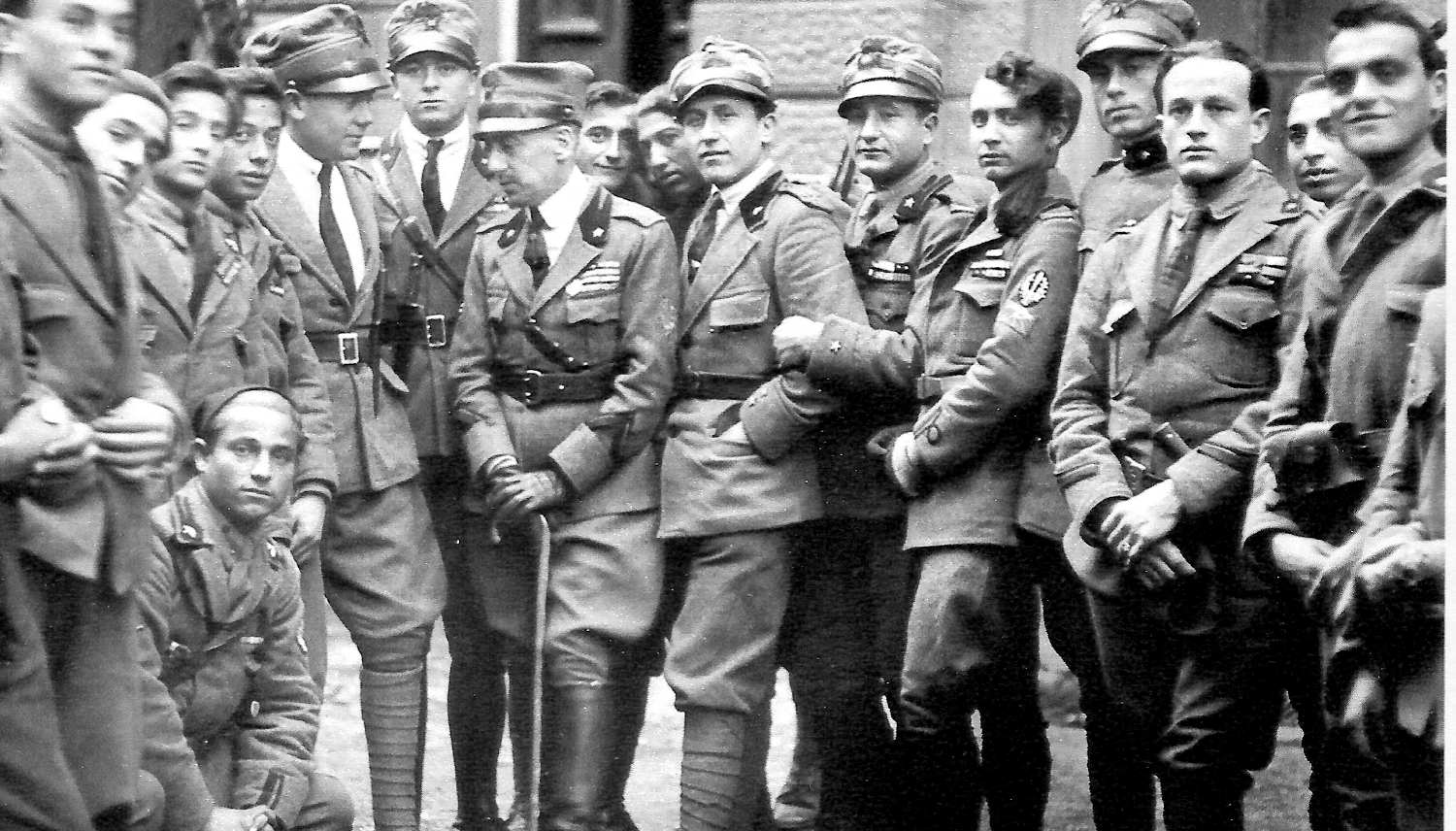
Arditi in Fiume 1919. D’Annunzio mit Gehstock in der Mitte

Am 12. September 1919 besetzten 2500 italienische Freischärler unter der Führung des italienischen Nationalisten und Schriftstellers Gabriele D’Annunzio, die sogenannten Arditi, und Teile der regulären italienischen Armee die Stadt und vertrieben die alliierte Kontrollkommission. D’Annunzio wollte damit Fiume und Umgebung für Italien sichern, bevor die unschlüssigen Entente-Staaten die Stadt dem Königreich der Serben, Kroaten und Slowenen zusprechen würden. Die Besetzer hofften auf eine Annexion des Gebiets Fiume durch das Königreich Italien, wurden jedoch enttäuscht. Die italienische Regierung unter dem Linksliberalen Francesco Saverio Nitti verhängte stattdessen eine Blockade über die Stadt und forderte die Freischärler zur Aufgabe auf.
D’Annunzio rief die Italienische Regentschaft am Quarnero aus und gab dem Staat Repubblica del Carnaro eine Verfassung, die viele Details des späteren faschistischen Systems andeutete, die aber auch revolutionäre Sozialreformen vorsah; darunter die rechtliche Anerkennung der Gewerkschaften, Pressefreiheit und das Wahlrecht für Frauen. Hier entstanden Symbole und Rituale, die später von italienischen und deutschen Faschisten übernommen wurden: Uniformen, Zeremonien, Reden vom Balkon, Dialoge mit Zuhörern, Lieder und Schlachtrufe sowie der römische Gruß mit dem rechten Arm. Unter D’Annunzios exzentrischer Führung, die sich in ausschweifenden Feiern, Alkohol- und Drogenkonsum sowie sexuellen Eskapaden zeigte, war Fiume aber auch ein Anziehungspunkt für italienische und europäische Künstler. So besuchte z. B. der Futurismus-Begründer Filippo Tommaso Marinetti den kleinen Staat und Arturo Toscanini konzertierte mit seinem Orchester in Fiume.
Sowohl der Vertrag von Trianon zwischen den Siegermächten und Ungarn als auch der Grenzvertrag von Rapallo zwischen Italien und dem Königreich der Serben, Kroaten und Slowenen vom 12. November 1920 erklärten Fiume zum unabhängigen Freistaat. D’Annunzio ignorierte diese jedoch und erklärte Italien am 21. Dezember den Krieg. Nach dem Beschuss seines Palastes durch das italienische Schlachtschiff Andrea Doria und den Kämpfen der „Blutigen Weihnacht“ vom 24. Dezember bis zum 30. Dezember 1920 übergaben die Legionäre schließlich die Stadt.

## Die Carta del Carnaro

### Geschichte
Nach Besetzung der Hafenstadt Fiume verschlechterten sich die Lebensverhältnisse für die Bevölkerung infolge der Blockade der Zufahrtswege ganz erheblich. Unruhen breiteten sich aus. Es war unklar, wie die italienische Regierung unter Francesco Saverio Nitti reagieren würde. D’Annunzio setzte nach dem Rücktritt seines nationalistisch eingestellten Kabinettschefs Giovanni Guirinati am 23. Dezember 1919 den bekannten Anarchosyndikalisten  Alceste de Ambris als Nachfolger ein. Er gab ihm den Auftrag, für den neuen Staat eine Verfassung zu entwerfen.
Nach zweieinhalb Monaten erhielt D’Annunzio den Verfassungsentwurf am 18. März 1920, den er anschließend überarbeitete und ergänzte. Nach ihrer Bekanntgabe am 30. August 1920 wurde die Carta zeitgleich mit dem Generalstreik in Italien am 8. September 1920 in Kraft gesetzt. Sie sollte ein Modell für ein neuartiges Zusammenleben und ein Vorbild für ganz Italien werden. D’Annunzio hoffte zeitweise auf eine Revolution zusammen mit den Sozialisten nach einem Marsch auf Rom und der Gründung einer Republik Italien.
Doch da sich die Ereignisse im Herbst und Winter 1920 in Fiume überstürzten, wurde die Carta nicht mehr umgesetzt. Nur wenige Strukturelemente wie die Mitwirkung von Korporationen wurden in den folgenden Jahren von den Faschisten unter Mussolini aufgegriffen. Dieser lehnte die Carta als Ganzes ab, weil sie ihm zu liberal war. 

### Inhalt
Die Carta del Carnaro war eine Verfassung, die anarchistische, proto-faschistische und demokratische Elemente enthielt. 
Die Verfassung mit ihren 65 Artikeln beinhaltete folgende Grund- und Menschenrechte:
- eine vollständige Gleichberechtigung von Mann und Frau
- für Frauen aktives und passives Wahlrecht
- Toleranz zwischen Religionen und Atheisten
- eine strikte Trennung zwischen Staat und Kirche.

Vorgesehen war ein Ausgleich bei Justizirrtum mit Haftung der Amtsträger und eine Entschädigung für Betroffene bei Machtmissbrauch. Die Bürger konnten im Rahmen direkter Demokratie durch Volksbegehren und Volksabstimmung Einfluss nehmen. Sie hatten Anrecht auf einen Mindestlohn, eine umfassende soziale Sicherung, Gesundheits- und Altersversorgung. Die Schulen sollten wertfrei ohne religiöse und politische Indoktrination erziehen.
Das Eigentum sollte auch eine soziale Wirkung entfalten. Aus der Verpflichtung zur Arbeit leiteten sich Rechte ab. Die produktive Arbeit galt als wichtiges Grundelement des Staates. Man wollte die Entfremdung der Arbeit nach Karl Marx überwinden.
Politische Leitungsfunktionen wurden nur auf Zeit und ohne Ämterhäufung vergeben, um eine statische Bürokratie zu vermeiden und dem Nachwuchs eine Karrierechance zu bieten. Konflikte sollten im Konsens gelöst werden. Deshalb fehlten Regelungen bei Abstimmungen.
Die Handschrift des Schriftstellers D’Annunzio wurde besonders im Bereich Kultur deutlich, weil ihm ästhetische und musische Bildung sehr wichtig waren. Der Autor De Ambris hob als Syndikalist die Gestaltung der autonomen Korporationen anstelle von Parteien hervor. Er gab neun Korporationen vor, die unterschiedlichen Berufsbereichen zugeordnet waren (z. B. Arbeiter, Personen mit Leitungsfunktionen, Arbeitgeber, Lehrer und Studenten, Seeleute und Kunstschaffende). In einen „Rat der Beauftragten“ (Consiglio dei Provvisori) wurden 60 Delegierte gewählt. Dieser regelte zweimal im Jahr das Arbeits- und Wirtschaftsrecht. Eine zweite Kammer, der „Rat der Besten“ (Consiglio degli Ottimi), regelte die öffentliche Ordnung, die Bildung und die Schöne Künste. Je 1000 Bürger, die über 20 Jahre alt waren, wählten einen Delegierten. Beide Kammern zusammen bildeten den Nationalrat, bestimmten die Regentschaft mit sieben Ministern und dem Kommandanten sowie die fünf Gerichte mit dem Verfassungsgericht an der Spitze. 
Die zehnte Korporation sollte mystische Kräfte entfalten und nach dem alten toskanischen Motto „Arbeit ohne Erschöpfung“ die Regentschaft mit kreativer Energie versorgen. Staatliche Chöre und Instrumentalgruppen sollten in allen Kommunen aufgebaut werden. Ädilen sollten nach römischem Vorbild für eine Verschönerung des Bürgerlebens sorgen. Um einen Handlungsspielraum sicherzustellen, blieben viele Regelungen für die Kommunen unbestimmt. Eine strikte Gewaltenteilung wurde eingehalten. Bei einem Notstandsfall durfte der Kommandant eine Diktatur begrenzt auf sechs Monate errichten.